# Quintanilla de San Román
Quintanilla de San Román es una localidad y una entidad local menor situadas en la provincia de Burgos, comunidad autónoma de Castilla y León (España), comarca de Las Merindades, partido judicial de Villarcayo, ayuntamiento de Valle de Valdebezana.

## Geografía
En el valle de Valdebezana; a 41 km de Sedano, su antigua cabeza de partido, y a 85 de Burgos. La línea de autobús Burgos-Arija, tienen parada a 2 km en Cilleruelo.

## Situación administrativa
En las elecciones locales de 2007 correspondientes a esta entidad local menor concurrieron dos candidaturas: Francisco Javier Peña Peña (Iniciativa Merindades de Castilla) y Teresa Fernández Ruiz (PP).

## Historia
Lugar perteneciente a la Hoz de Arreba, perteneciente al Bastón de Laredo, jurisdicción de señorío ejercida por el Duque de Frías, quien nombraba su regidor pedáneo. 
A la caída del Antiguo Régimen queda agregado al ayuntamiento constitucional de Hoz de Arreba , en el partido de Sedano perteneciente a la región de Castilla la Vieja, para posteriormente integrarse en su actual ayuntamiento.

## Demografía
En el censo de 1950 contaba con 125 habitantes, reducidos a 8 en 2015.

## Parroquia
Iglesia católica de San Román aneja a la de Villamediana de Hoz de Arreba, dependiente de la parroquia de Arija en el Arcipestrazgo de Merindades de Castilla la Vieja, diócesis de Burgos. Su iglesia de San Esteban es prerrománica.

## Festividad
Su festividad es San Esteban. Se celebra el día 3 de agosto. Este día se celebra una misa en la parroquia, y se lleva en procesión a la Virgen engalanada por los habitantes del pueblo para la ocasión. Todo el pueblo colabora y se une este día, incluidos los más jóvenes que participan en la procesión acompañando a la virgen con velas. Estos también participan en la misa a petición del párroco.
1. ↑  Wikimapia,
2. ↑  Boletín Oficial de la Provincia de Burgos, número 79 de 25 de abril de 2007 (enlace roto disponible en Internet Archive; véase el historial, la primera versión y la última).
3. ↑  perteneciente a uno de de los catorce que formaban la Intendencia de Burgos durante el periodo comprendido entre 1785 y 1833, tal como se recoge en el Censo de Floridablanca de 1787
4. ↑  Entre el Censo de 1930 y el anterior desaparece este municipio repartiendo sus localidades entre loos valles de Manzanedo y Valdebezana
5. ↑  Instituto Nacional de Estadística de España
6. ↑  Guía Diocesana

- Datos: Q6095204